# Begoña Floria Eseberri

Begoña Floria Eseberri (Tarragona, España, 19 de agosto de 1969) es una periodista y política española. Es concejal del Grupo Municipal Socialista de Tarragona, actualmente en la oposición. Hasta el 15 de junio de 2019, ha ejercido como teniente de alcalde del Ayuntamiento de Tarragona, y portavoz del Gobierno municipal, cargos que ocupaba desde el año 2007. Anteriormente trabajó como jefa de prensa y de gabinete de diferentes instituciones, y como periodista en diversos medios de comunicación. 

## Actividad de gestión pública
En su etapa en el gobierno municipal, ha sido impulsora de iniciativas de asociacionismo como el Club de los Tarraconins y del desarrollo de los Centros Cívicos de Tarragona como red fija de actividades y promoción cultural, integrados en la programación municipal.
Bajo su dirección política a la Consejería de Movilidad, se aprobó el Plan de Movilidad Urbana Sostenible de Tarragona, un proyecto para limitar la hegemonía del coche y fomentar las formas de transporte menos invasivas en la vida cotidiana de los ciudadanos y en el medio ambiente. Y como concejal de Cultura, Patrimonio y Fiestas, consolidó el liderazgo de Tarragona como capital “castellera”, actualizó el protocolo festivo de la ciudad, proyecto el festival Tarraco Viva a nivel estatal y europeo e impulsó el plan funcional de la antigua fábrica de Tabacalera como futuro gran centro cultural, que ha de contener el nuevo Museo Nacional Arqueológico de Tarragona y la ampliada Biblioteca Provincial. 
Ha ejercido también de directiva en empresas públicas, donde fue pionera en Tarragona en el liderazgo femenino de este tipo de entes. Entre otros cargos, fue presidenta y vicepresidenta del consejo de administración de la Empresa Municipal de Aparcamientos de Tarragona (julio de 2011- julio de 2019) y presidenta de la Empresa Municipal de Transportes Públicos de Tarragona (julio de 2011-julio de 2019). También fue impulsora de la primera televisión pública de Tarragona, Tac 12, que inició emisiones en setiembre de 2019, y miembro del consejo de administración del Consorcio TACOALT, que gestiona dicha televisión pública TAC12. (2008-2019).  

### Actividad profesional y docente
Licenciada en Ciencias de la Información por la Universidad Autónoma de Barcelona, curso algunas asignaturas de Ciencias Políticas y Sociología. Asimismo cuenta con un Diploma de Postgrado en Gobierno y Gestión Pública en la sociedad de la información (Universidad Pompeu Fabra) y también en Liderazgo y Gestión Social (UAB). 
Es especialista en estrategias globales de comunicación, gestión social de políticas públicas y social media. También tiene competencias en la construcción de discurso.
Paralelamente a la tarea política, en los últimos años ha dado clase en el curso de especialización Construcción del Discurso Político: Comunicación Personal y Mediática entre 2009 y 2011, y ha ejercido de tutora del Máster de Liderazgo en Gestión Política y social en el mismo periodo. 
Ambos programas forman parte de la Escuela de Postgrado de la Universidad Autónoma de Barcelona. Imparte habitualmente cursos sobre comunicación interpersonal, social, política e institucional, en la Facultad de Economía y Empresa de la Universidad de Barcelona. También colabora esporádicamente como invitada en la Universidad Rovira i Virgili de Tarragona.
En el ámbito laboral, trabajó como jefe de comunicación de Gobernación y Administraciones Públicas, en 2006, y posteriormente del delegado territorial del Gobierno en Tarragona hasta noviembre de 2007. 
También en dirección comunicativa de campañas electorales en la Federación del PSC de las comarcas de Tarragona, entre el 2003 y el 2005, y como asesora de comunicación en la Diputación de Tarragona, en el Grupo Socialista. Asimismo, hasta 2003, ejerció como redactora y periodista en La Vanguardia, el País, Hoy, Cataluña Radio y Heraldo de Aragón, entre otros medios.